# 원부인
원부인(袁夫人, ? - ?)은 중국 삼국지에 등장하는 인물이다. 원술의 딸이자 원요의 누이이며 오나라의 황제 손권의 후궁이었다.
그녀의 아버지 원술과는 전혀 성격이 다른 사람이었다. 그러나 원술이 패사하자 그의 일족은 원술을 지지하였던 오나라의 손권에게 의탁하게 되었고, 그녀는 손권의 후궁이 되었다. 그러나 수태하지 못하였다.
한편 원부인의 조카딸이자 원요의 딸은 손권의 다섯째 아들 손분 자양과 결혼하여 이중 인척관계를 형성했다.